# Donald McEachin
Aston Donald McEachin (Núremberg; 10 de octubre de 1961-Richmond, Virginia; 28 de noviembre de 2022) fue un político y abogado estadounidense que se desempeñó como representante de los Estados Unidos por el 4.º distrito congresional de Virginia desde 2017 hasta su fallecimiento en 2022. Su distrito cubría la capital del estado, Richmond.
Miembro del Partido Demócrata, sirvió en la Cámara de Delegados de Virginia entre 1996 y 2002, cumpliendo un mandato adicional entre 2006 y 2008. Se postuló para el 4.º distrito que dejaba vacante el republicano Randy Forbes en 2016 y ganó las elecciones generales con el 57,3 % de los votos. En 2001, fue el candidato demócrata en la elección del fiscal general de Virginia, que perdió ante Jerry Kilgore.
Fue el primer afroamericano nominado por un partido importante para fiscal general de Virginia. Fue el tercer afroamericano elegido para el Congreso en representación de Virginia y el segundo elegido del estado desde el siglo XIX.

## Biografía

### Cámara de Delegados de Virginia
Fue elegido por primera vez a la Cámara de Delegados de Virginia por el 74.º distrito en 1995. Después de tres mandatos allí, se postuló en la elección a fiscal general de Virginia en 2001. Ganó las primarias demócratas con el 33,6 % de los votos, pero perdió las elecciones generales ante el candidato republicano Jerry Kilgore por 20 puntos.
En 2005 se postuló nuevamente para el 74.º distrito de la Cámara, derrotando a su predecesor, Floyd Miles, por 44 votos en las primarias demócratas, y ganando las elecciones generales con el 75 % de los votos.

### Senado de Virginia
En 2007, se postuló para el Senado estatal, desafiando al titular del 9.º distrito, Benjamin Lambert, quien generó críticas dentro del Partido Demócrata por su respaldo al senador republicano George Allen en su fallida campaña de reelección contra Jim Webb en 2006. Después de derrotar a Lambert en las primarias con el 58 % de los votos, ganó contra el independiente Silver Persinger en las elecciones generales.
No tuvo oposición para la reelección en 2011.

### Cámara de Representantes de los Estados Unidos
En 2019, sugirió que el gobernador de Virginia, Ralph Northam, debería enviar a la Guardia Nacional de Virginia a cerrar las armerías, y promulgar por la fuerza la prohibición confiscatoria propuesta por Dick Saslaw de los rifles y pistolas comunes con cargadores de capacidad estándar en los condados donde la policía local se rehusaba a hacerlo. La amenaza de McEachin de enviar tropas para confiscar armas y cerrar armerías se produjo en respuesta a la ratificación de las Resoluciones Santuario de la Segunda Enmienda en 91 de los 95 condados, 16 de las 38 ciudades independientes y 42 pueblos.

### Vida personal
Él y su esposa, Colette, tenían tres hijos y vivían en Richmond. En 2019, Colette McEachin se convirtió en abogada interina de la Mancomunidad por Richmond (habiendo ocupado ese cargo durante 20 años), ganó la nominación demócrata el 10 de agosto, y no tuvo oposición en las elecciones especiales del 5 de noviembre.
El 25 de agosto de 2015, su nombre fue encontrado en la lista de usuarios del sitio web de Ashley Madison. Su respuesta fue: "en este momento, este es un problema personal entre mi familia y yo. No tendré más declaraciones sobre este tema".

### Enfermedad y muerte
En 2018, reveló que había desarrollado una fístula después de completar el tratamiento para el cáncer colorrectal en 2014, perdiendo más de 60 libras (27,2 kg) como resultado. Abogó por la realización de pruebas periódicas para detectar la enfermedad y les dijo a los asistentes a una proyección especial de la película Black Panther: Wakanda Forever: "no pierdan el tiempo. No pases por mi viaje", dos semanas antes de su muerte.
Murió en su casa en Richmond por complicaciones de cáncer el 28 de noviembre de 2022, a la edad de 61 años.  Su muerte se produjo pocas semanas después de su reelección a un cuarto mandato en las elecciones de 2022. Fue llorado por la presidenta saliente de la Cámara de Representantes, Nancy Pelosi, así como por el representante demócrata de Virginia, Gerry Connolly, y los dos senadores estadounidenses, Mark Warner y Tim Kaine, que lo conocían desde 1984.